# 4088 Беґґесен
4088 Беґґесен (4088 Baggesen) — астероїд головного поясу, відкритий 3 квітня 1986 року.
Тіссеранів параметр щодо Юпітера — 3,486.